# Plecopterodes molybdena
Plecopterodes molybdena är en fjärilsart som beskrevs av Emilio Berio 1954. Plecopterodes molybdena ingår i släktet Plecopterodes och familjen nattflyn. Inga underarter finns listade i Catalogue of Life.